# Com una remor
"Com una remor" (títol original en anglès "Loud as a Whisper") és el cinquè episodi de la segona temporada de la sèrie de televisió de ciència-ficció estatunidenca Star Trek: La nova generació, i el 31è de tota la sèrie, que es va emetre originalment el 9 de gener de 1989, en redifusió als Estats Units. Va ser escrit per Jackue Zambrano i dirigit per Larry Shaw.
Ambientada al segle XXIV, la sèrie segueix les aventures de la tripulació de la nau de la Flota Estel·lar de la Federació Enterprise-D. En aquest episodi, l' Enterprise transporta un ambaixador sord (Howie Seago) que dirigeix difícils converses de pau.

## Argument
La nau estel·lar de la Federació Enterprise, sota el comandament del capità Jean-Luc Picard (Patrick Stewart), està preparada per portar a bord Riva (Howie Seago), un negociador reconegut, per ajudar a resoldre una guerra centenària entre dues tribus del planeta Solais V. Riva és sord a causa d'una manca hereditària del gen per a l'oïda a la família reial. Utilitza llenguatge de signes i lectura de llavis, però viatja amb un "cor" (Marnie Mosiman, Thomas Oglesby i Leo Damian), un seguici en comunicació telepàtica amb ell, que són capaços d'enunciar els seus pensaments. Riva desestima la sessió informativa de la tripulació de l' Enterprise sobre la història del conflicte, explicant que la disputa fa temps que s'ha tornat personal, al marge de les inquietuds tangibles que l'hagin pogut iniciar. Quan Riva, el seu cor i diversos oficials de l' Enterprise es dirigeixen a la reunió, un delegat tribal els dispara, matant el cor. El líder de la tribu immediatament el titlla de traïdor i l'executa, demanant que les converses continuïn, però l'equip visitant ja ha començat el transport d'emergència de tornada a l' Enterprise enmig del caos.
Riva, frustrat i agitat, lluita per comunicar-se amb la tripulació, així que Picard ordena a Comandant Data (Brent Spiner) que trobi i aprengui la llengua de signes de Riva i actuï com a traductor. Picard s'ofereix ocupar el lloc de Riva a la mediació, però Riva creu que les tribus solaianes només cooperaran amb ell. Riva està disposat a abandonar el procés de pau i tornar al seu planeta natal, acceptant el seu fracàs, però la consellera Troi (Marina Sirtis) l'inspira a quedar-se, suggerint-li que converteixi el seu desavantatge en un avantatge, recordant la tàctica de negociació de Riva. Riva torna al punt de trobada del planeta i per sorpresa de la tripulació, els diu que haurien de marxar i que farà un senyal a la Flota Estel·lar quan s'acabin les negociacions, ja que poden trigar uns quants mesos. Perquè les tribus treballin amb Riva, hauran d'aprendre la llengua de signes de Riva, cosa que crearà una experiència compartida entre elles. Així, Riva està convertint el seu inconvenient de no poder comunicar-se en un avantatge. La tripulació deixa Riva per esperar els representants de la tribu.

## Repartiment i doblatge al català
La sèrie va ser doblada al català pels estudis Tramontana (primera part) i Soundtrack (segona part) i emesa a TV3 l’any 1991. Els dobladors de l'episodi foren:
| Personatge        | Actor/actriu    | Veu en català     |
| ----------------- | --------------- | ----------------- |
| Jean-Luc Picard   | Patrick Stewart | Joan Crosas       |
| William Riker     | Jonathan Frakes | Antoni Forteza    |
| Data              | Brent Spinner   | Joaquim Sota      |
| Geordi La Forge   | LeVar Burton    | Aleix Estadella   |
| Worf              | Michael Dorn    | Enric Arquimbau   |
| Katherine Pulaski | Diana Muldaur   | Núria Cugat       |
| Deanna Troi       | Marina Sirtis   | Victòria Pagès    |
| Wesley Crusher    | Will Wheaton    | Roger Pera        |
| 'Harmonia'        | Marnie Mosiman  | Ana Maria Solsona |
| 'Artista'         | Randy Oglesby   | Joan Pera         |
| Guerrer           | Richard Lavin   | Manel Català      |
| 'Passió'          | Leo Damian      | Óscar Barberan    |

## Producció
Howie Seago, que és sord, es va acostar als productors del programa amb la idea d'un mediador sord. La idea inicial va sorgir de la seva dona, que és fan de Star Trek. Els guionistes originalment volien que el personatge de Seago aprengués a parlar després que el seu cor fos assassinat, però Seago es va oposar a la idea, ja que podria perpetuar la pràctica d'obligar els nens sords a parlar. Els productors entenien les seves preocupacions i van escriure un nou esborrany.
Marnie Mosiman, que interpreta un membre del cor de Riva, és l'esposa de l'actor John de Lancie, que interpreta Q. El seu fill Keegan de Lancie més tard va fer una aparició com a convidat a la sèrie Star Trek: Voyager.
Randy Oglesby, que va aparèixer aquí sota el nom de Thomas Oglesby, va fer la seva primera aparició a la franquícia Star Trek com a membre del cor de Riva. Més tard va interpretar diversos papers de convidat a les sèries Star Trek: Deep Space Nine, Star Trek: Voyager i Star Trek: Enterprise. A Star Trek: Enterprise també va interpretar el personatge secundari xindi Degra en deu episodis.
Richard Lavin, que va interpretar un guerrer solari, anteriorment havia interpretat un mediador a l'episodi "Justícia" de la primera temporada.

## Reception
Zack Handlen de The A.V. Club va valorar l'episodi B− i va escriure que l'episodi és "sovint dolorosamente seriós en els seus meandres filosòfics, i és gairebé impossible veure'l sense riure en alguns llocs, però també és reflexiu, sincer i, si pots deixar de rodar els ulls el temps suficient, inspirador." Tor.com li va donar un 4 de 10 el 2011. Keith DeCandido va considerar-lo com un episodi mitjà de Star Trek: La nova generació que conté algunes idees interessants però que finalment se sent força buit.